# Ingo Barz
Ingo Barz (* 18. Mai 1951 in Ribnitz-Damgarten) ist ein deutscher Liedermacher. In der DDR durfte er nur im kirchlichen Umfeld auftreten und keine Schallplatten veröffentlichen. 

## Leben
Barz wurde 1951 im mecklenburgischen Ribnitz geboren, das im Jahr zuvor mit dem vorpommerschen Damgarten zusammengelegt worden war. Seit 1969 ist Ingo Barz als Liedermacher vor allem in Mecklenburg aktiv, wo er auch als Jugendwart bei der evangelischen Kirche angestellt war. Da er keine Spielerlaubnis erhielt, durfte er bis zur friedlichen Revolution in der DDR nur im Rahmen kirchlicher Veranstaltungen auftreten. Er spielte anfangs eher Lieder mit religiösem Hintergrund und wandte sich dann Liedern zu, in denen die Staatsmacht bewusst ignoriert oder auf subtile Art kritisiert wurde. So dichtete er das Lied Die Gedanken sind frei so um, dass es auf die Zustände in der DDR bezogen werden konnte: „Ich denk mir ein Haus aus Reimen und Noten, wo keinem der Aus- und Eintritt verboten …“ Er begleitete sich auf der Gitarre und spielte auch Akkordeon, Bassgitarre, Banjo und Perkussion.
Seine Lieder wurden auf Toncassetten verbreitet, seine Texte mit Blaupapier oder von Hand kopiert. Ab dem 18. Mai 1982 existierte eine Akte des DDR-Ministeriums für Staatssicherheit, in der er als operativer Vorgang „Prediger“ geführt wurde und in der ihm staatsfeindliche Hetze vorgeworfen wurde. 1988 veröffentlichte die DDR-Band Berluc die Amiga-Quartett-Single Wie ein Regenbogen mit Liedern, deren Texte von Ingo Barz stammten.
Nach der deutschen Wiedervereinigung veröffentlichte Barz zahlreiche Tonträger und Bücher. 2003 nahm er zusammen mit Karl Scharnweber und Johannes Pistor die CD Wo ist ein Platz zu bleiben mit Liedern zu zwölf Kunstwerken von Ernst Barlach auf. 2005 erschien das Doppelalbum und manchmal möcht’ ich traurig sein – 51 „unerwünschte“ Lieder (1979–1990), das nach einem 1986 entstandenen Lied benannt ist. Dazu erschien das mit Begleitbuch mit dem Titel Verbreitung pessimistischen Gedankengutes in Tateinheit mit Gitarrenspiel, in dem die Verfolgung Barz’ durch Mitarbeiter des Ministeriums für Staatssicherheit dokumentiert wird. 2010 veröffentlichte Barz seine Autobiografie Muss denn der Junge dauernd Panzer malen. Er lebt mit seiner Frau auf dem „Schnitterhof“ in Lühburg.

## Werke

### Diskografie
- 1993: Verlierer, Träumer, Deserteure mit Karl Scharnweber (Klangräume)
- 1996: Der letzte Wolf (Schnitterhof)
- 1999: Im Anfang war das Ohr – Lieder aus einem anderen Land (Schnitterhof)
- 2000: Drum fragt mich jemand wie es war (Liederzyklus; Schnitterhof)
- 2003: Das macht, daß wir uns finden (Schnitterhof)
- 2003: Wo ist ein Platz zu bleiben. Lieder zu 12 Arbeiten von Ernst Barlach mit Karl Scharnweber und Johannes Pistor
- 2005: und manchmal möcht’ ich traurig sein – 51 „unerwünschte“ Lieder (1979–1990) mit Begleitbuch Verbreitung pessimistischen Gedankengutes in Tateinheit mit Gitarrenspiel
- 2007: Das wollt ich dir noch singen … – eine Liederreise durch Mecklenburg (Schnitterhof)
- 2011: Wer sieht schon was dahinter ist (Schnitterhof)

### Literarische Werke
- 1989: Positionslichter. Evangelische Verlagsanstalt, ISBN 3-374-00907-7 (Gedichte)
- 1992: April–April oder konkrete Standpunkte zur allgemeinen Lage 1990–1991. Scheunenverlag, Kückenshagen, ISBN 978-3929370003
- 1993: Respektloser Umgang mit den Absonderlichkeiten des Alltäglichen. Scheunenverlag, Kückenshagen, ISBN 978-3929370065
- 1996: Solang ich denn ein Wort hab. Gesänge – Gedichte – Geschichten (Auswahl 1979–1996). Schnitterhof, Lühburg, ISBN 978-3931964009
- 1998: Donner, Blitz und Ofenrohr. Schnitterhof, Lühburg, ISBN 3-931964-01-9 (Liederbuch)
- 2000: Knospen am Baum: Liederleute ohne „Spielerlaubnis“ in Mecklenburg 1979–1989 (mit Jörg Boddien). Schnitterhof, Lühburg, ISBN 978-3931964061
- 2010: Muss denn der Junge dauernd Panzer malen. Schnitterhof, Lühburg, ISBN 978-3931964139